# 메이기렌 케이
메이기렌 케이(일본어: 名妓連 京 めいぎれん けい[*], 1993년 8월 3일 - )는 아이치현 나고야시에 존재하는 메이기렌 조합에 소속된 게이샤이다.

## 인물
아이치현 나고야시에서 태어났다. 나고야 국제 중학고등학교에 진학했다. 학생 시절에는 토론부, 유도부에 소속되어 있었다. 유도부에서는 주장을 맡았다. 유도 2단의 유단자이다. 졸업 후, 아이치 슈쿠토쿠 대학 비즈니스학부에 입학하지만, 바로 휴학을 하고, 후에 퇴학되었다. 그러고는 메이기렌 조합에 들어왔다.

## 경력
2012년 10월, 메이기렌 조합의 견습생
2013년 1월 7일, 케이(京)라는 이름으로 미다시
2016년 7월 11일, 언니 게이샤의 가게 "하나(花)"를 계승해, "케이(京)"로 이름을 바꾸고, 아이치현 나고야시 나카구 니시키에 회원제 라운지를 오픈
2017년 12월 11일, 자신의 라운지 케이에서 단발식
2017년 12월 12일, 아이치현 나고야시에 있는 요정 「카모메(か茂免)」에서 피로연을 개최. 후원자 등 전국에서 70여 명 이상이 출석했다. 나고야에서 대규모로 에리가에(襟替え)를 하는 것은 이번이 처음이다.